# Luis Jiménez
Antonio Luis Jiménez, mer känd som Luis Jiménez, född 17 juni 1984 i Santiago, är en chilensk fotbollsspelare som spelar i Al-Nasr Dubai från Förenade Arabemiraten.

## Karriär
Jiménez startade sin karriär i den chilenska klubben Palestino, men redan då han var 17 år kom han till Europa.
2001 köptes han av italienska klubben Ternana för cirka $500 000. Mellan 2002 och 2005 spelade han totalt 88 matcher och 24 gjorda mål.
I januari 2006 blev han utlånad genom ett slags delägarskap till ACF Fiorentina i Serie A. Den 15 juli 2007 lånade Inter honom från Ternana med option för köp för 11 miljoner euro. Hans gamla klubb gjorde dock allt för att affären inte skulle bli av, därmed fick Jiménez inte spela för klubben eller landslaget i ett halvt år. 2007 var han utlånad till SS Lazio.
23 juni 2009 lånades Jiménez ut av Inter till Premier League-klubben West Ham United FC.

## Landslaget
Jimenez debuterade i en vänskapsmatch mot Peru den 28 april 2004. Han har varit kapten för landslaget vid flera tillfällen.